# Bakouba
Bakouba (بعقوبة; aussi translitéré Baaqouba) est le chef-lieu de la province irakienne du Diyala.
La ville est située à 50 km au nord-est de Bagdad sur la rivière Diyala, à l'intérieur du triangle sunnite. Elle avait en 2002 une population estimée à 280 000 habitants.
De 1918, un camp fut ouvert par les Britanniques afin d'y héberger des réfugiés fuyant l'Empire ottoman. En octobre 1918, ce camp comportait 35 000 réfugiés assyro-chaldéens et 15 000 arméniens. Ils y furent attaqués par des Arabes et défendus par Agha Petros. En France, à Sarcelles, la Stèle de Baqubah est un mémorial érigé en mémoire des victimes de ce massacre.
C'est dans cette ville qu'Abou Moussab Zarqaoui a été tué au cours d'un raid aérien le 7 juin 2006 et c'était aussi l'une des principales zones d'influence de la guérilla irakienne.
Cette ville est notamment citée dans le film Sand Castle. 

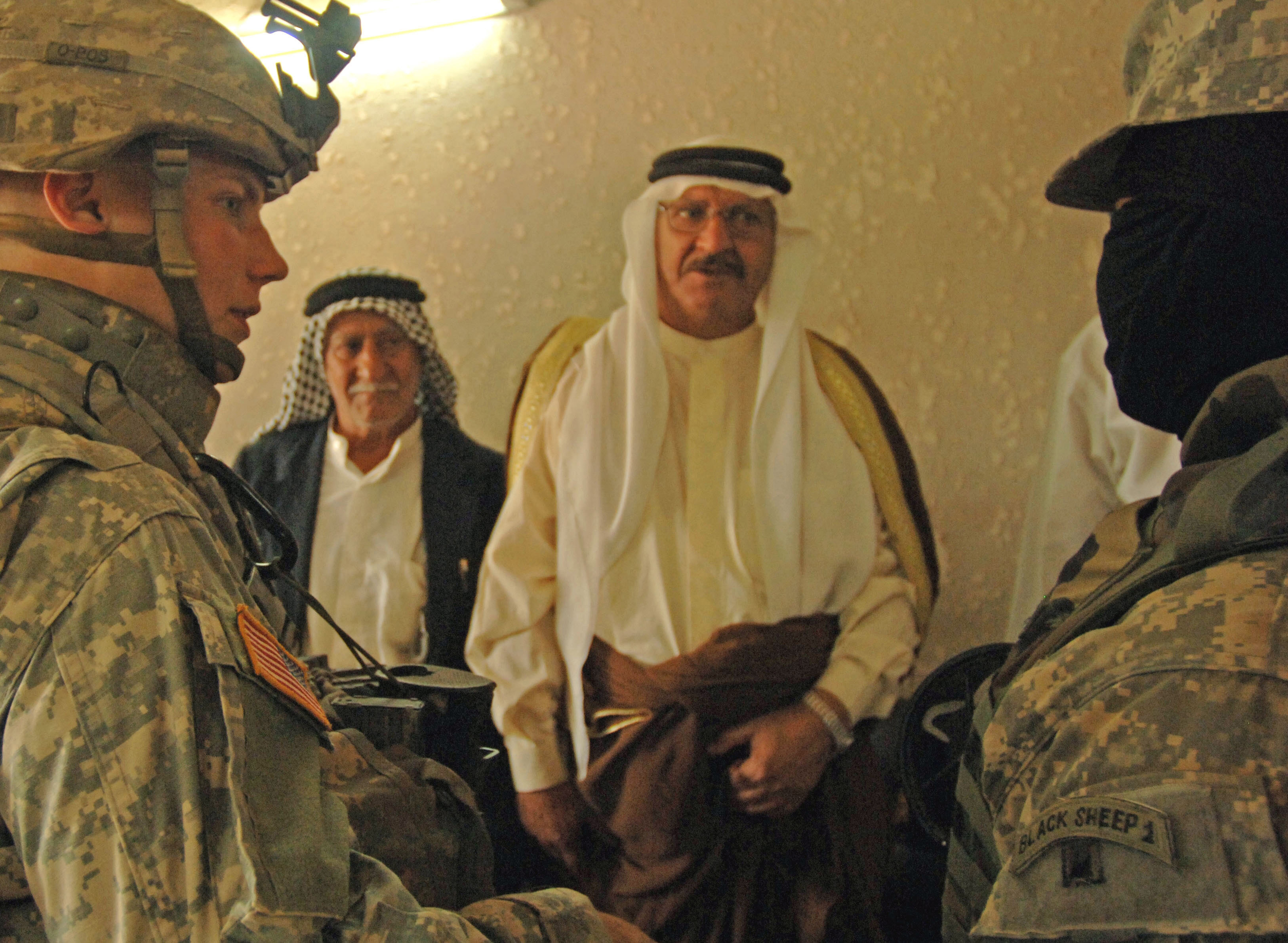
Militaires américains discutant avec les anciens d'un village près de Bakouba en août 2006.

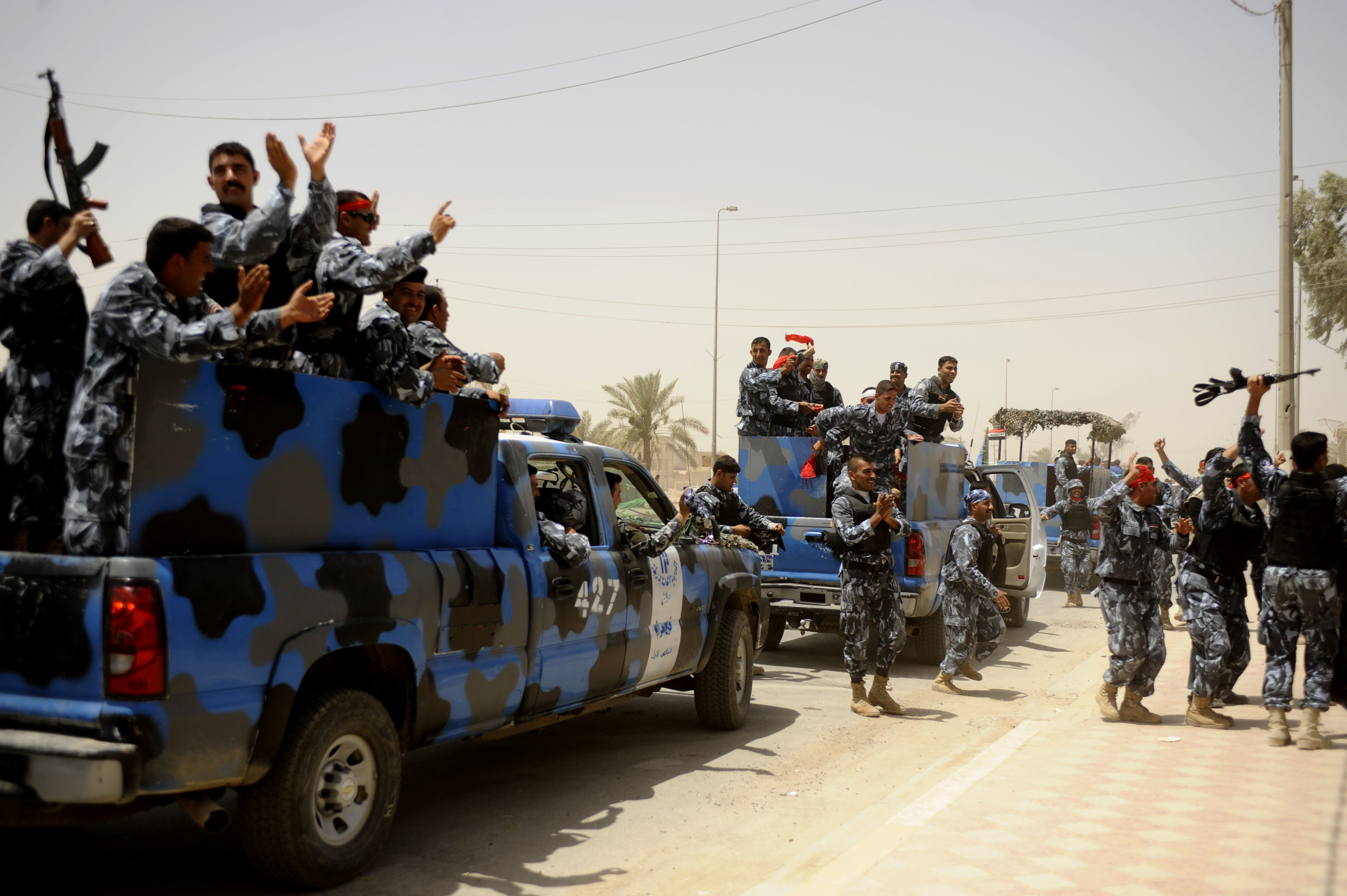
Forces armées irakiennes célébrant le jour de la Souveraineté (départ des forces de la Coalition) le 29 juin 2009.